# Rheinniederung Haltingen – Neuenburg mit Vorbergzone
Das Gebiet Rheinniederung Haltingen – Neuenburg mit Vorbergzone ist ein 2007 eingerichtetes und mit Verordnung vom 5. Februar 2010 durch das Ministerium für Ernährung und Ländlichen Raum festgelegtes Europäisches Vogelschutzgebiet (Schutzgebietskennung DE-8211-401) in den baden-württembergischen Landkreisen Breisgau-Hochschwarzwald und Lörrach in Deutschland.

## Lage
Die sechs, insgesamt rund 1.475 Hektar (ha) großen Teilgebiete des Vogelschutzgebiets „Rheinniederung Haltingen – Neuenburg mit Vorbergzone“ liegen östlich des Rheins, zwischen Weil am Rhein im Süden und Neuenburg am Rhein im Norden. Sie verteilen sich auf zwei Städte und drei Gemeinden in zwei Landkreisen:
- Landkreis Breisgau-Hochschwarzwald (576,3 ha = 39,1 %)
  - Stadt Neuenburg am Rhein (576,288 ha = 39,05 %)
- Landkreis Lörrach (899,2 ha = 60,9 %)
  - Stadt Weil am Rhein (36,709 ha = 2,48 %)
  - Gemeinden Bad Bellingen (140,466 ha = 9,52 %), Efringen-Kirchen (696,671 ha = 47,21 %) und Schliengen (25,311 ha = 1,71 %)

## Beschreibung
Beschrieben wird das Gebiet „Rheinniederung Haltingen – Neuenburg mit Vorbergzone“ als „naturnaher Fluss mit Schnellen, Kiesbänken, alten Buhnenfeldern, Quelltöpfen, Weich- und Hartholzauen im alten Flussbett, Kiesgruben, Baggerseen, Magerrasen, Äckern, Uferwäldern und Hängen der Vorbergzone“.

### Bedeutung
Das Vogelschutzgebiet „Rheinniederung Haltingen – Neuenburg mit Vorbergzone“ ist ein Rastgebiet internationaler Bedeutung, eines der wenigen Brutgebiete des Gänsesägers in Baden-Württemberg, das zweitbeste Brutgebiet für den Orpheusspötter in Baden-Württemberg sowie Teil des wichtigen Brutvorkommens des Eisvogels am Oberrhein.

### Lebensraumklassen
|                                                                 |                                                                 |  |      |      |
| Nichtwaldgebiete mit hölzernen Pflanzen, Gestrüpp usw.          | Nichtwaldgebiete mit hölzernen Pflanzen, Gestrüpp usw.          |  | 5 %  | 5 %  |
| Laubwald                                                        | Laubwald                                                        |  | 34 % | 34 % |
| Mischwald                                                       | Mischwald                                                       |  | 26 % | 26 % |
| Binnengewässer, stehend und fließend                            | Binnengewässer, stehend und fließend                            |  | 10 % | 10 % |
| Melioriertes Grünland, Trockenrasen, Heide, Gestrüpp            | Melioriertes Grünland, Trockenrasen, Heide, Gestrüpp            |  | 8 %  | 8 %  |
| Anderes Ackerland                                               | Anderes Ackerland                                               |  | 12 % | 12 % |
| Sonstiges (Städte, Straßen, Deponien, Gruben, Industriegebiete) | Sonstiges (Städte, Straßen, Deponien, Gruben, Industriegebiete) |  | 5 %  | 5 %  |
|                                                                 |                                                                 |  |      |      |

## Schutzzweck
Die gebietsbezogenen Erhaltungsziele sind je nach Art unterschiedlich beschrieben:

### Brutvögel
Brutvogelarten, die im Anhang I der Vogelschutzrichtlinie aufgelistet und für die in ganz Europa besondere Maßnahmen anzuwenden sind. In diese Kategorie fallen in Baden-Württemberg insgesamt 39, im Schutzgebiet „Rheinniederung Haltingen – Neuenburg mit Vorbergzone“ acht Arten.

#### Eisvogel(Alcedo atthis)

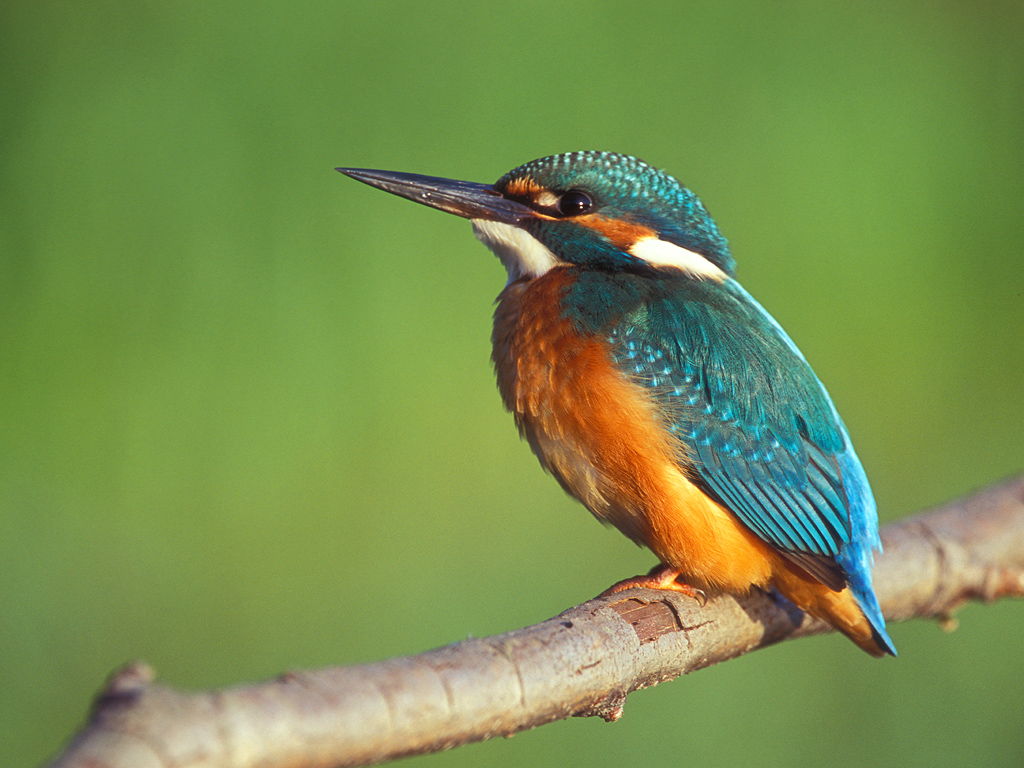
Eisvogel

Erhaltung der naturnahen Gewässer, von Steilwänden und Abbruchkanten aus grabbarem Substrat in Gewässernähe, von für die Brutröhrenanlage geeigneten Wurzeltellern umgestürzter Bäume in Gewässernähe, von Strukturen, die als Ansitz für die Jagd genutzt werden können wie starke Ufergehölze mit über das Gewässer hängenden Ästen, Erhaltung einer Wasserqualität, die gute Sichtbedingungen für den Beutefang gewährleistet, einer Gewässerdynamik, die die Neubildung von zur Nestanlage geeigneten Uferabbrüchen ermöglicht, Erhaltung von Sekundärlebensräumen wie aufgelassene Abbaustätten mit Gewässern und Steilufern, des Nahrungsangebots mit Kleinfischarten und Jungfischaufkommen sowie Erhaltung störungsfreier oder zumindest störungsarmer Fortpflanzungsstätten während der Fortpflanzungszeit vom 15. Februar bis zum 15. September.

#### Grauspecht(Picus canus)
Erhaltung von reich strukturierten lichten Laub- und Laubmischwäldern mit Offenflächen zur Nahrungsaufnahme, von Auenwäldern, von extensiv bewirtschafteten Streuobstwiesen, Erhaltung der Magerrasen, mageren Mähwiesen oder Viehweiden, Erhaltung von Randstreifen, Rainen, Böschungen und gesäumten gestuften Waldrändern, von Altbäumen und Altholzinseln, von Totholz, insbesondere von stehendem Totholz, Erhaltung der Bäume mit Großhöhlen sowie des Nahrungsangebots.

#### Mittelspecht(Dendrocopos medius)

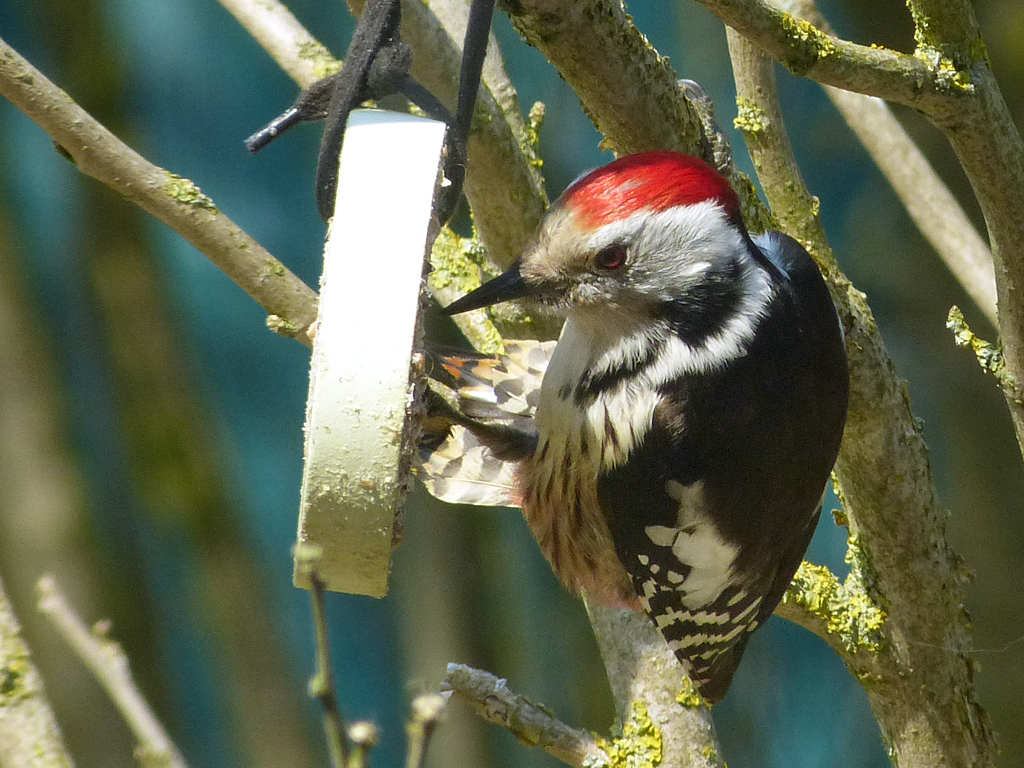
Mittelspecht

Erhaltung von Laub- und Laubmischwäldern, insbesondere mit Eichenanteilen, von Auen- und Erlenwäldern, von extensiv bewirtschafteten Streuobstwiesen, von Altbäumen und Altholzinseln, von stehendem Totholz sowie Bäumen mit Höhlen.

#### Neuntöter(Lanius collurio)
Erhaltung von extensiv bewirtschafteten Streuobst-, Grünland- und Heidegebieten, von Nieder- und Mittelhecken aus standortheimischen Arten, insbesondere dorn- oder stachelbewehrte Gehölze, Erhaltung der Streuwiesen und offenen Moorränder, Erhaltung von Einzelbäumen und Büschen in der offenen Landschaft, von Feldrainen, Graswegen, Ruderal-, Staudenfluren und Brachen, Acker- und Wiesenrandstreifen, von Sekundärlebensräumen wie aufgelassene Abbaustätten mit vorgenannten Lebensstätten sowie Erhaltung des Nahrungsangebots, insbesondere mit größeren Insekten.

#### Schwarzmilan(Milvus migrans)

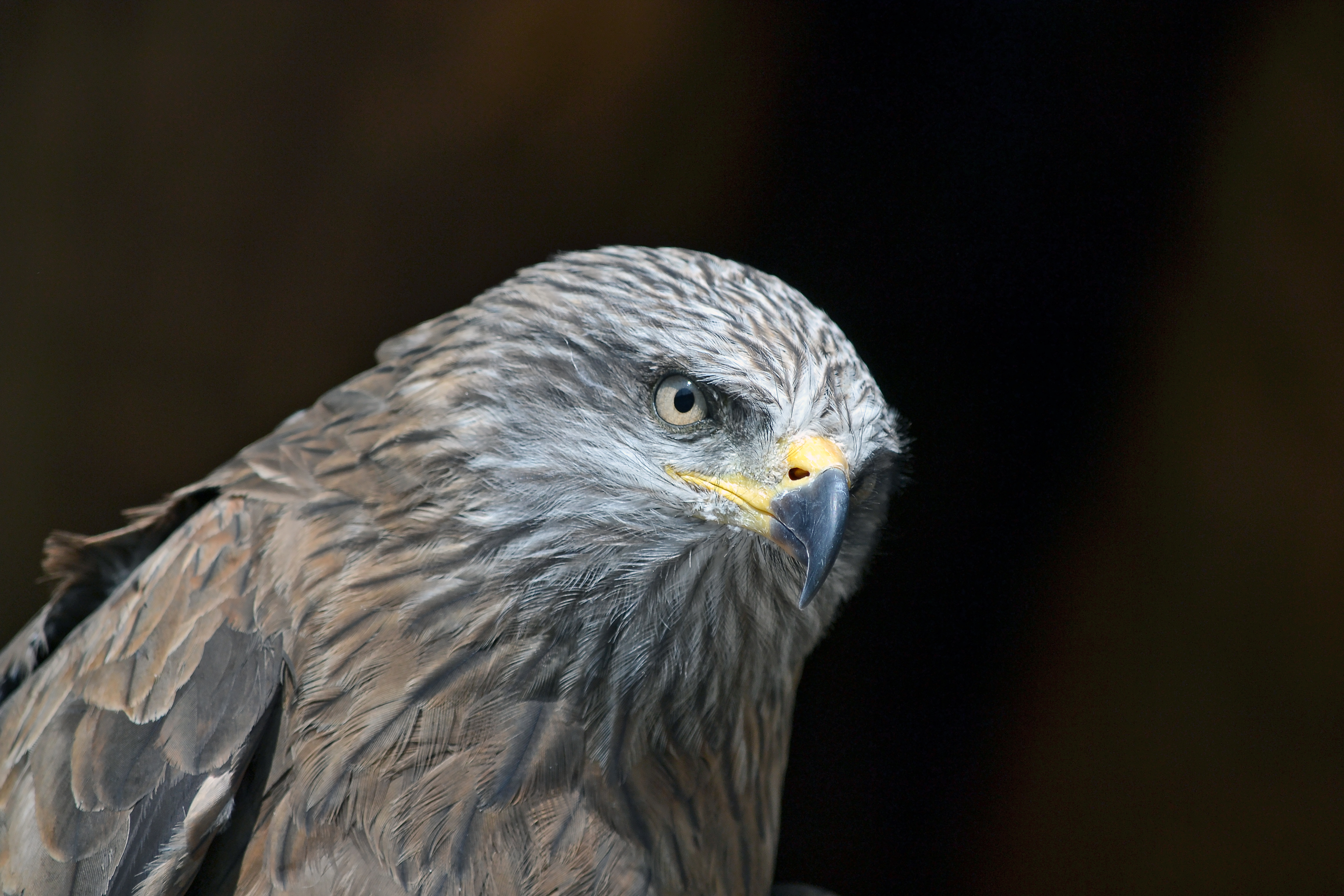
Schwarzmilan

Erhaltung von vielfältig strukturierten Kulturlandschaften, von lichten Waldbeständen, insbesondere Auenwäldern, von Feldgehölzen, großen Einzelbäumen und Baumreihen in der offenen Landschaft, Grünland, Altholzinseln und alten, großkronigen Bäumen mit freier Anflugmöglichkeit, insbesondere in Waldrandnähe, Erhaltung der naturnahen Fließ- und Stillgewässer, Erhaltung der Bäume mit Horsten, der Lebensräume ohne Gefahrenquellen wie nicht vogelsichere Freileitungen und Windkraftanlagen sowie Erhaltung störungsfreier oder zumindest störungsarmer Fortpflanzungsstätten während der Fortpflanzungszeit vom 1. März bis zum 15. August.

#### Schwarzspecht(Dryocopus martius)

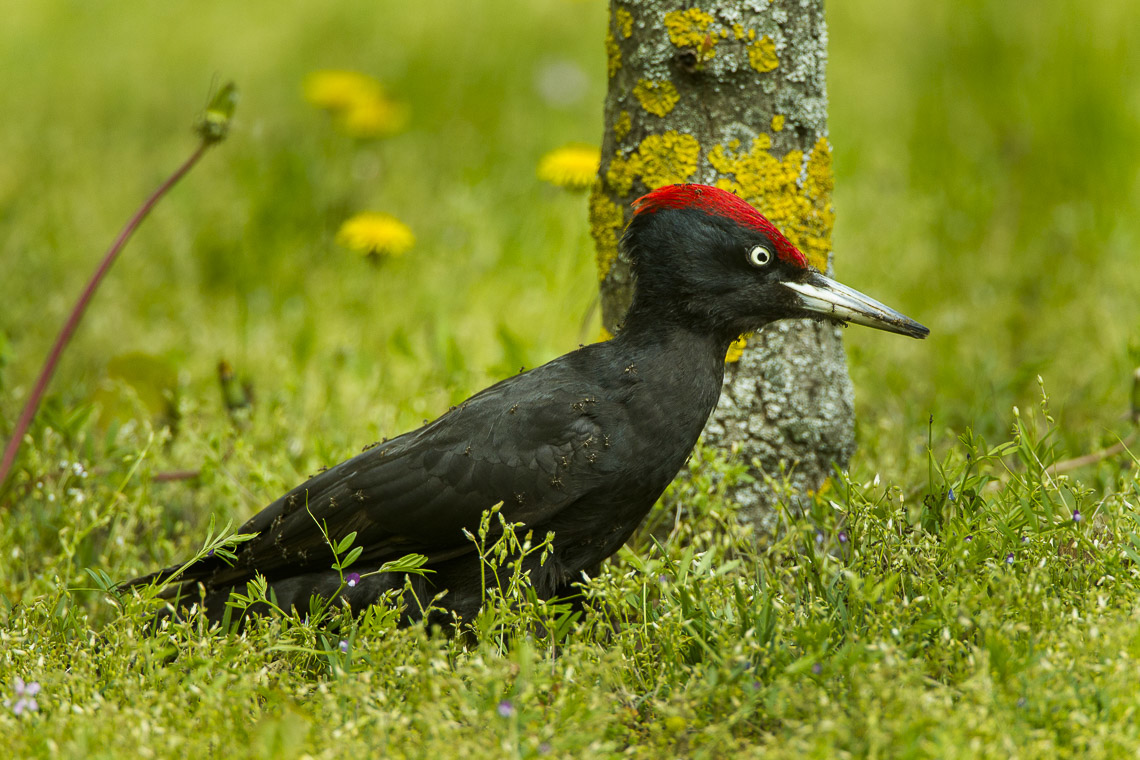
Schwarzspecht

Erhaltung von ausgedehnten Wäldern, Altbäumen und Altholzinseln, Totholz, Erhaltung der Bäume mit Großhöhlen sowie des Nahrungsangebots, insbesondere mit Ameisen.

#### Wanderfalke(Falco peregrinus)
Erhaltung der offenen Felswände und von Steinbrüchen jeweils mit Höhlen, Nischen und Felsbändern, Erhaltung der Lebensräume ohne Gefahrenquellen wie nicht vogelsichere Freileitungen und ungesicherte Schornsteine sowie Erhaltung störungsfreier oder zumindest störungsarmer Fortpflanzungsstätten während der Fortpflanzung in der Zeit vom 15. Februar bis 30. Juli.

#### Wespenbussard(Pernis apivorus)

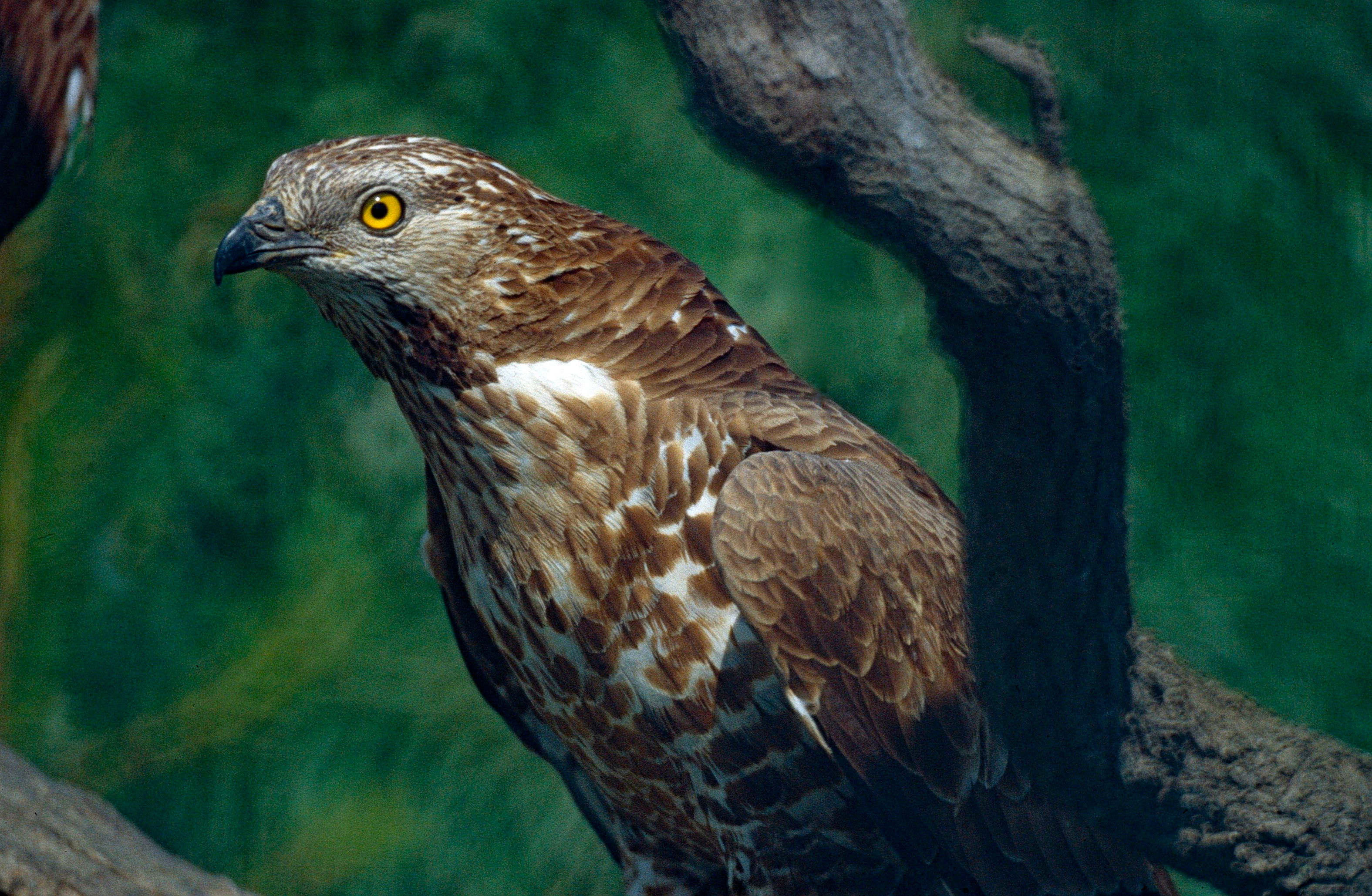
Wespenbussard

Erhaltung von vielfältig strukturierten Kulturlandschaften, lichten Laub- und Misch- sowie Kiefernwäldern, Feldgehölzen, extensiv genutztem Grünland, Altholzinseln und alten, großkronigen Bäumen mit freier Anflugmöglichkeit, Erhaltung der Magerrasen, Bäumen mit Horsten, Erhaltung des Nahrungsangebots, insbesondere mit Staaten bildenden Wespen und Hummeln sowie Erhaltung störungsfreier oder zumindest störungsarmer Fortpflanzungsstätten während der Fortpflanzungszeit vom 1. Mai bis zum 31. August.

### Zugvögel
Weitere, nicht in Anhang I aufgelistete Zugvogelarten, die im Land brüten und für die Schutzgebiete ausgewählt wurden. In diese Kategorie fallen in Baden-Württemberg insgesamt 36, im Schutzgebiet „Rheinniederung Haltingen – Neuenburg mit Vorbergzone“ neun Arten.

#### Baumfalke(Falco subbuteo)

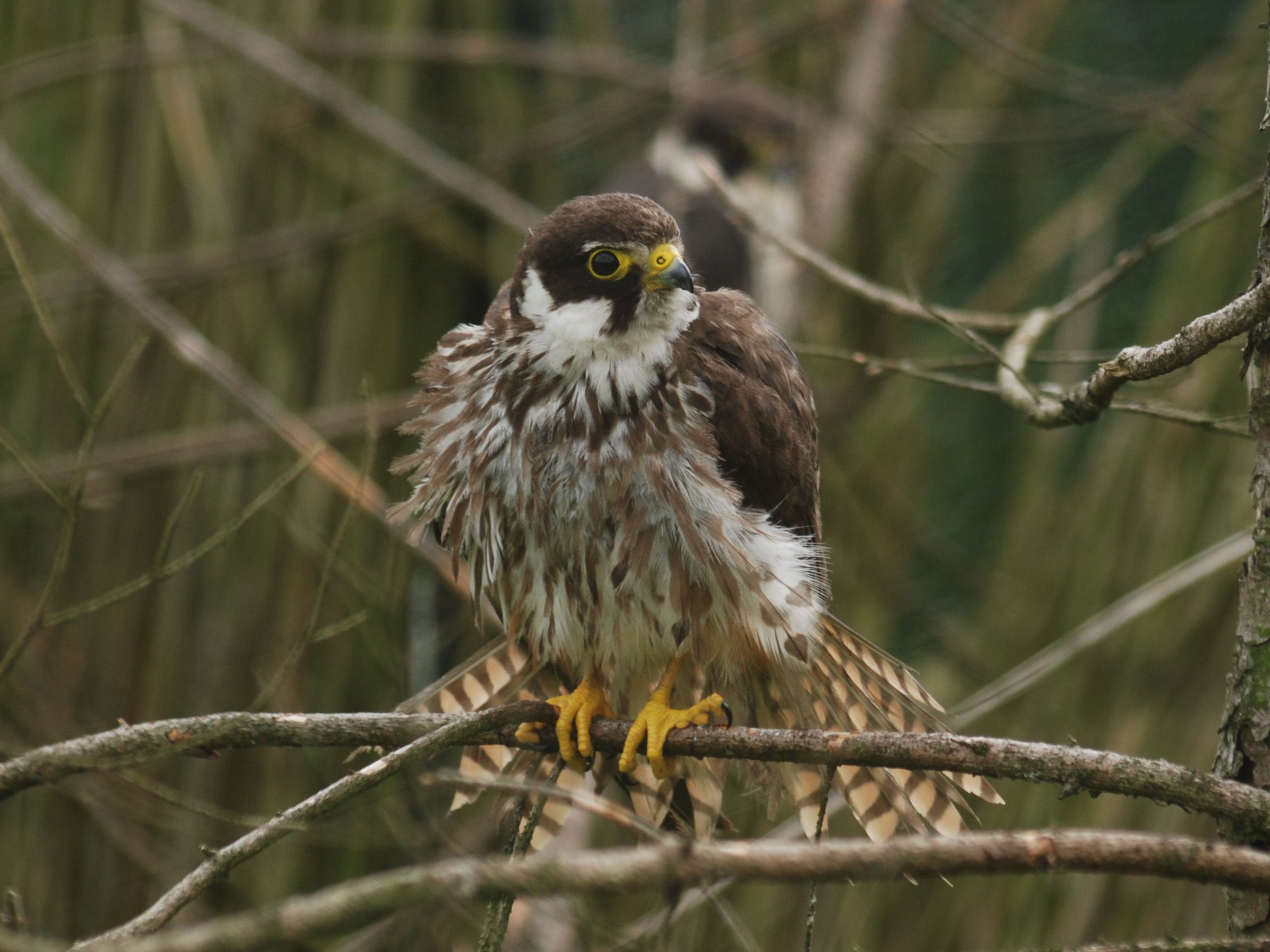
Baumfalke

Erhaltung von lichten Wäldern mit angrenzenden offenen Landschaften, von Altbäumen und Altholzinseln, von Überhältern, von Feldgehölzen oder Baumgruppen in Feldfluren oder entlang von Gewässern, von extensiv genutztem Grünland, von Gewässern mit strukturreichen Uferbereichen und Verlandungszonen, von Nistgelegenheiten wie Krähennester, des Nahrungsangebots, insbesondere mit Kleinvögeln und Großinsekten sowie störungsfreier oder zumindest störungsarmer Fortpflanzungsstätten während der Fortpflanzungszeit vom 15. April bis zum 15. September.

#### Gänsesäger(Mergus merganser)

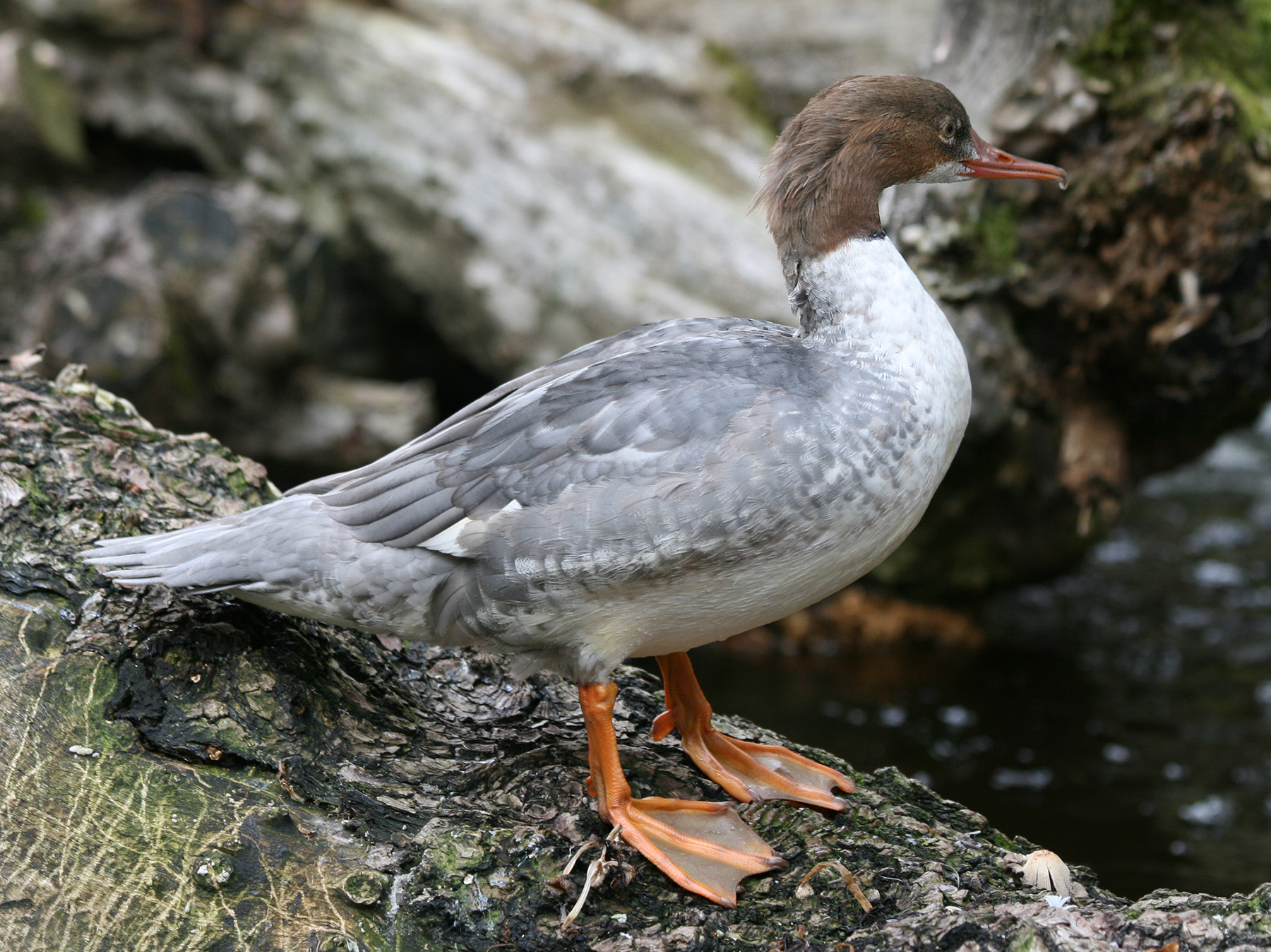
Gänsesäger

Erhaltung der natürlichen und naturnahen Feuchtgebiete wie Flussniederungen, Auenlandschaften und Moore, der besiedelten Gewässer, der Flachwasserzonen an stehenden und schwach fließenden Gewässern mit einer reichen Unterwasser- und Ufervegetation, der deckungsreichen Verlandungszonen mit Röhrichten unterschiedlicher Altersstruktur und Großseggenrieden, Erhaltung einer Wasserqualität, die gute Sichtbedingungen für den Beutefang gewährleistet, Erhaltung von Sekundärlebensräumen wie Torfstiche und Teiche mit vorgenannten Lebensstätten, Erhaltung des Nahrungsangebots mit Kleinfischarten und Jungfischaufkommen sowie Amphibien sowie Erhaltung störungsfreier oder zumindest störungsarmer Rast-, Mauser-, Überwinterungs- und Nahrungsgebiete.

#### Krickente(Anas crecca)

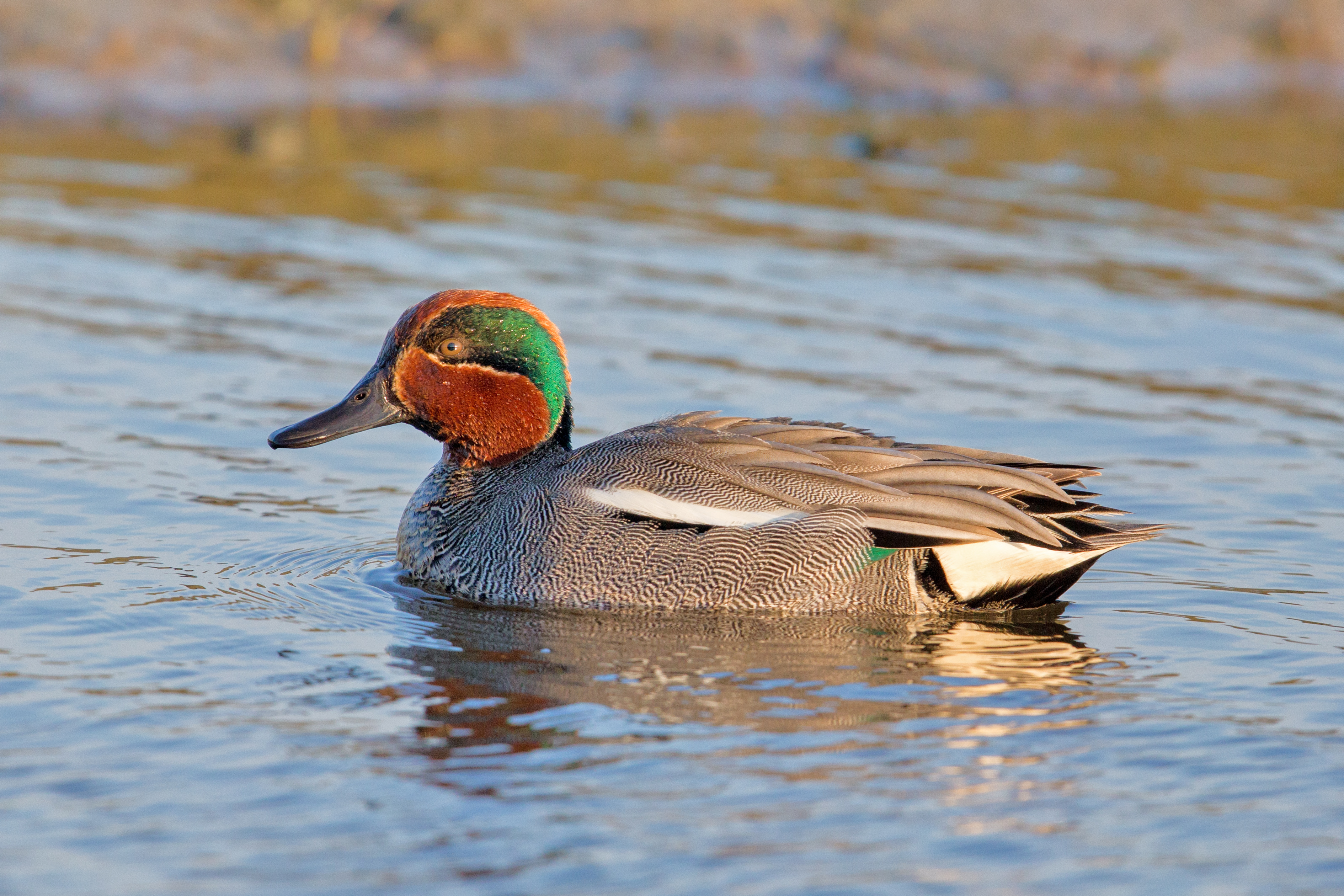
Krickente

Erhaltung der eutrophen vegetationsreichen Flachwasserseen, Kleingewässer und von Wasser führenden Feuchtwiesengräben, der langsam fließenden Gewässer mit Flachwasserzonen, der vegetationsreichen Moorseen, der Verlandungsbereiche mit Röhrichten, Seggenrieden, wasserständigen Gehölzen, Schlickflächen und Flachwasserzonen, Erhaltung von Sekundärlebensräumen wie aufgelassene Abbaustätten mit vorgenannten Lebensstätten sowie Erhaltung störungsfreier oder zumindest störungsarmer Fortpflanzungs- bzw. Mauserstätten während der Brut- und Aufzuchtszeit (15. März bis 31. August) sowie der Mauser (1. Juli bis 30. September).

#### Orpheusspötter(Hippolais polyglotta)
Erhaltung von frühen und mittleren Sukzessionsstadien an warmen und trockenen Standorten, von dichten, nicht zu hohen Gebüschen, einzelnen Bäumen und einer ausgedehnten Krautschicht, von Sekundärlebensräumen wie aufgelassene Abbaustätten mit vorgenannten Lebensstätten sowie von Auenwäldern mit Weidengebüschen.

#### Schwarzkehlchen(Saxicola rubicola)

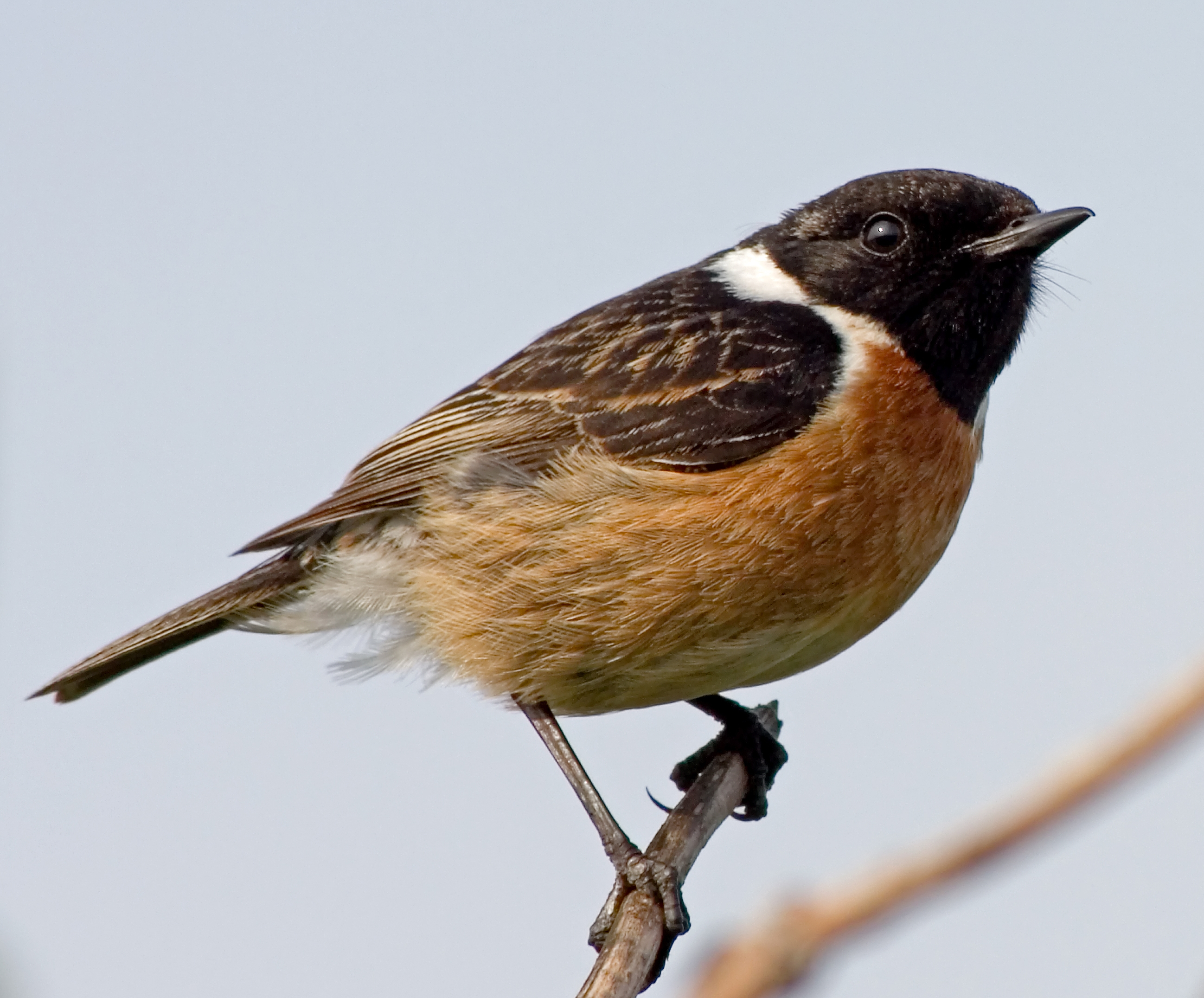
Schwarzkehlchen

Erhaltung der Heiden und Moore, der Ried- und Streuwiesen, Erhaltung von Weg- und Feldrainen, Saumstreifen, Böschungen, kleineren Feldgehölzen, unbefestigten Feldwegen, Rand- und Altgrasstreifen sowie von Brachflächen, von vereinzelten Büschen, Hochstauden, Steinhaufen und anderen als Jagd-, Sitz- und Singwarten geeigneten Strukturen, von Sekundärlebensräumen wie aufgelassene Abbaustätten mit vorgenannten Lebensstätten sowie Erhaltung des Nahrungsangebots, insbesondere mit Insekten und Spinnen.

#### Tafelente(Aythya ferina)

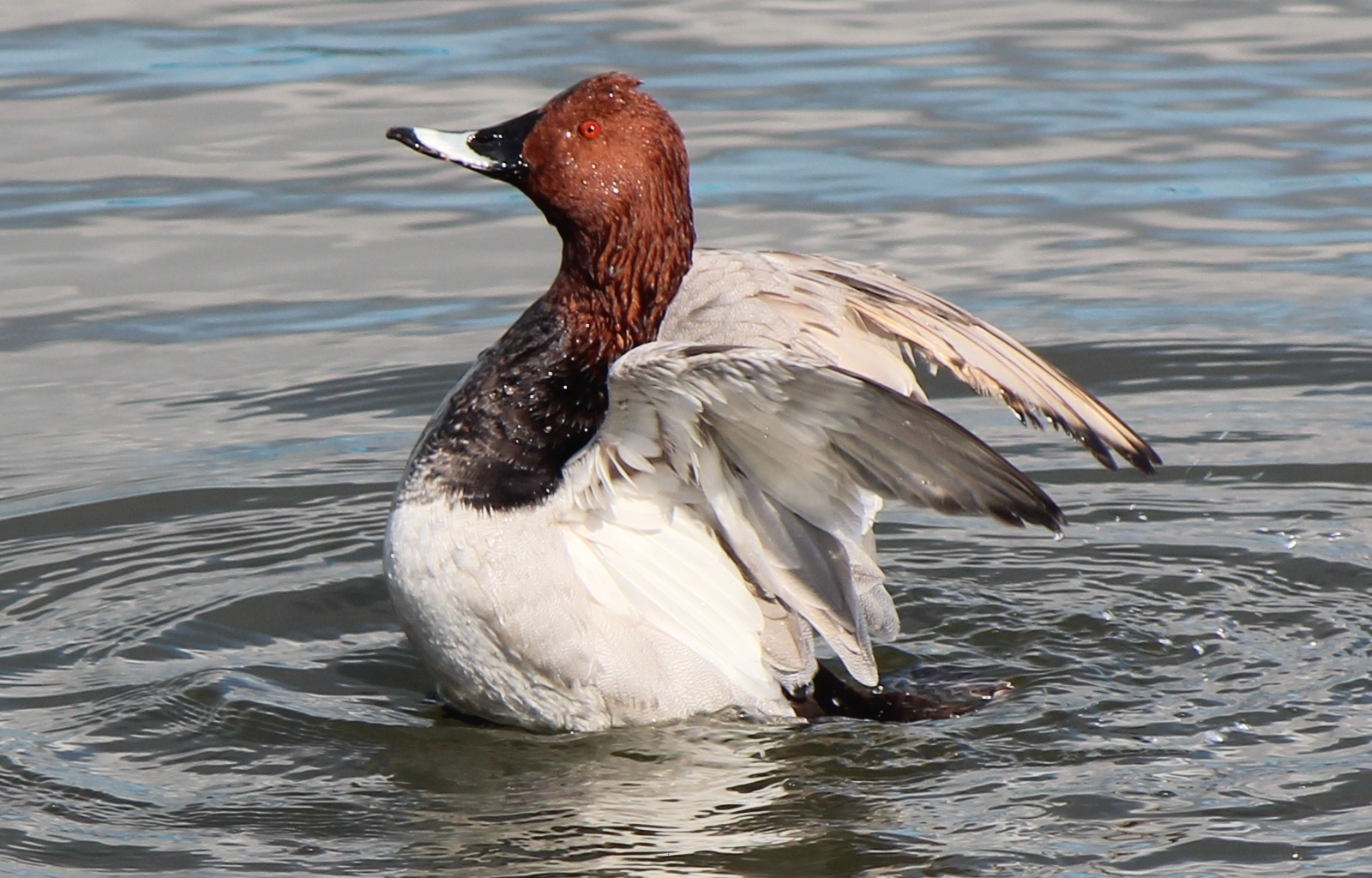
Tafelente

Erhaltung der Flachwasserseen mit reicher Ufervegetation und großen freien Wasserflächen sowie der schwach fließenden Gräben und des Baches mit reicher Ufervegetation, der Verlandungsbereiche mit Röhrichten, Seggen- oder Binsenbeständen, der offenen Flachwasserzonen, Erhaltung von Sekundärlebensräumen wie Regenüberlaufbecken mit vorgenannten Lebensstätten sowie Erhaltung störungsfreier oder zumindest störungsarmer Fortpflanzungs- bzw. Mauserstätten während der Brut- und Aufzuchtszeit (15. April bis 15. Oktober) und der Mauser (1. Juli bis 15. September).

#### Wendehals(Jynx torquilla)

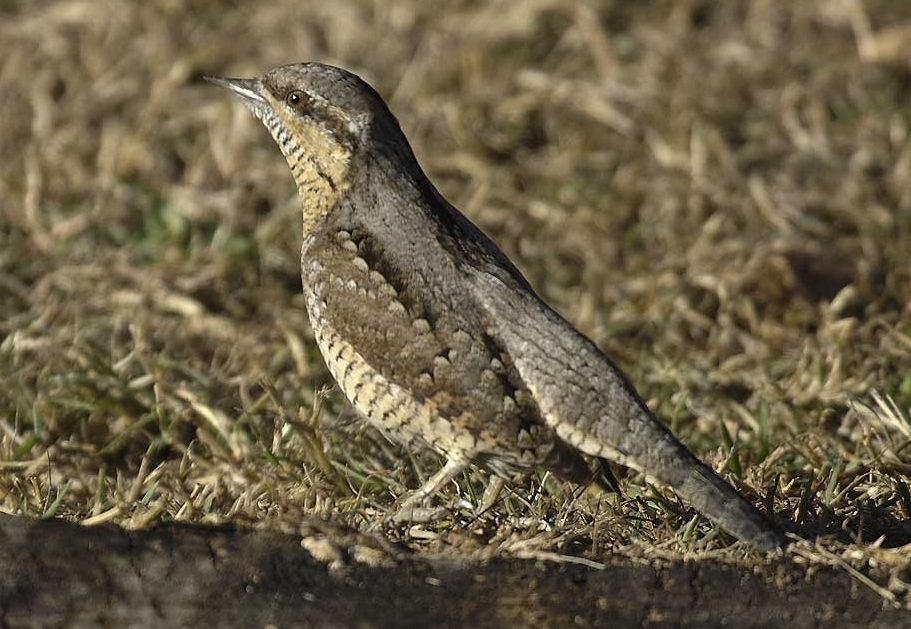
Wendehals

Erhaltung von aufgelockerten Laub-, Misch- und Kiefernwäldern auf trockenen Standorten sowie Auenwäldern mit Lichtungen oder am Rande von Offenland, Erhaltung von extensiv bewirtschafteten Streuobstbeständen, Magerrasen, Heiden und Steinriegel-Hecken-Gebieten, von mageren Mähwiesen oder Viehweiden sowie Feldgehölzen, Erhaltung von zeitlich differenzierten Nutzungen im Grünland, von Altbäumen und Altholzinseln, von Bäumen mit Höhlen, Erhaltung von Randstreifen, Rainen, Böschungen und gesäumten gestuften Waldrändern sowie Erhaltung des Nahrungsangebots, insbesondere mit Wiesenameisen.

#### Zaunammer(Emberiza cirlus)

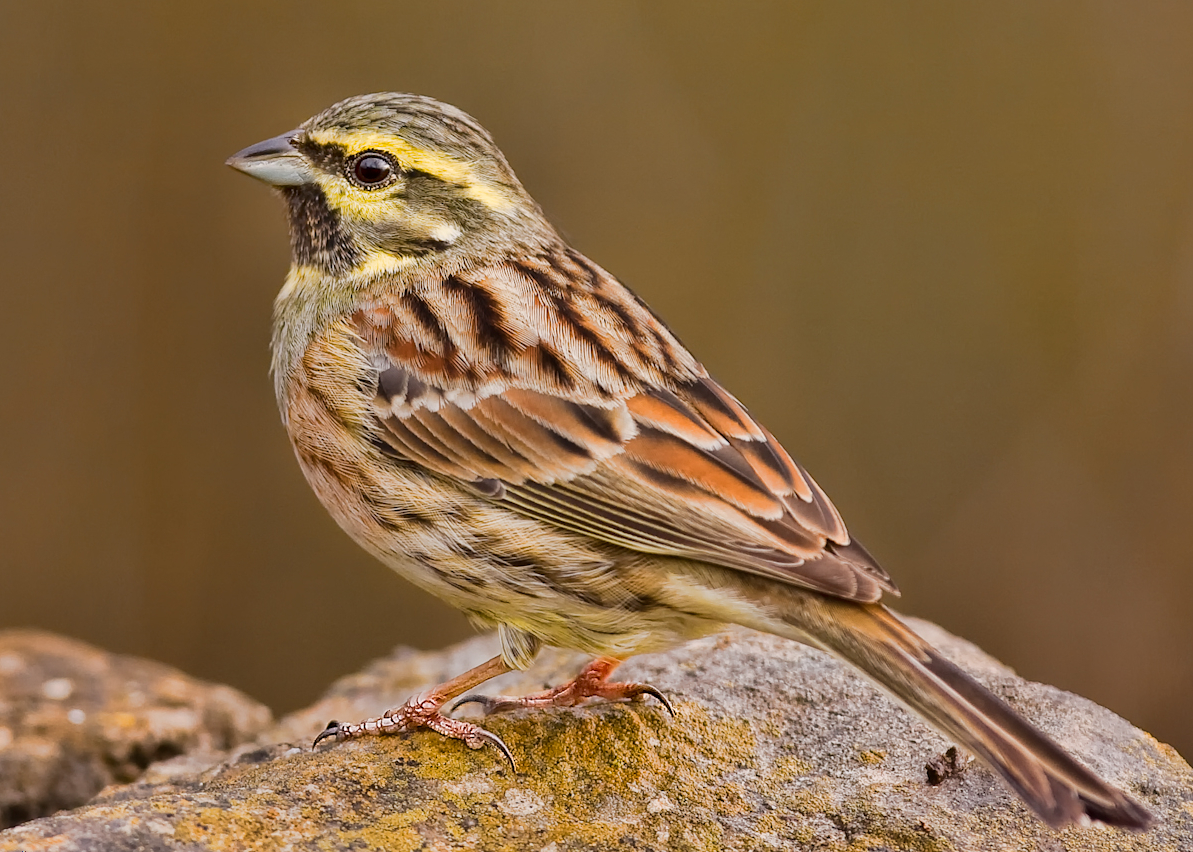
Zaunammer

Erhaltung von extensiv genutzten Weinbergslagen mit eingestreuten dichten Gebüsch- oder Gehölzgruppen, von reich strukturiertem Nutzgartengelände und Streuobstwiesen, bevorzugt in sonnenexponierter Hanglage, von einzeln stehenden schlanken, hochgewachsenen Baum- und Buschgestalten, von ungenutzten Randstreifen und trockenen Säumen, von kleineren, zeitweise brach fallenden Flächen, von Bewirtschaftungsweisen, die zu niedrig und lückig bewachsenem Erdboden führen, von Stoppelbrachen als Überwinterungsflächen sowie Erhaltung des Nahrungsangebots, insbesondere mit Insekten für die Jungvogelaufzucht.

#### Zwergtaucher(Tachybaptus ruficollis)

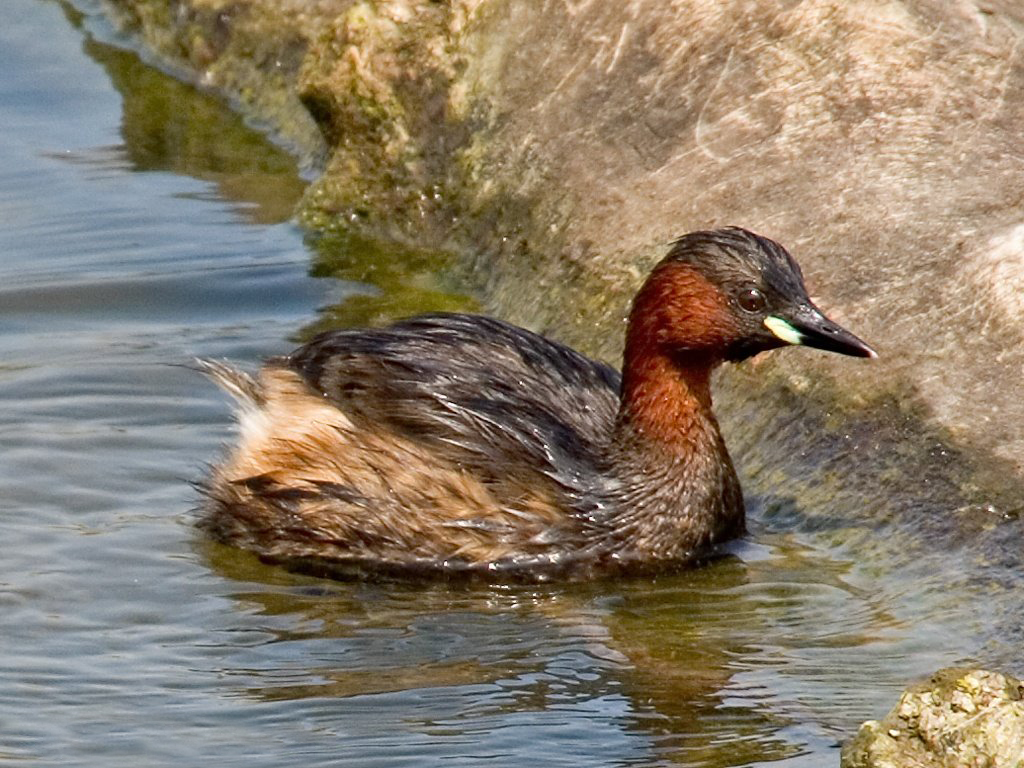
Zwergtaucher

Erhaltung der zumindest stellenweise deckungsreichen Stillgewässer, Feuchtwiesengräben, langsam fließenden Bäche und Wiesengräben, Verlandungszonen mit Röhrichten wie Schilf-, Rohrkolben-, Wasserschwaden- oder Rohrglanzgrasbestände, Erhaltung einer Wasserqualität, die gute Sichtbedingungen für den Beutefang gewährleistet, Erhaltung von Sekundärlebensräumen wie aufgelassene Torfstiche mit vorgenannten Lebensstätten sowie Erhaltung störungsfreier oder zumindest störungsarmer Fortpflanzungsstätten während der Fortpflanzungszeit (15. Februar bis 15. September).